# Madeburg
Die Madeburg ist eine Wallburg nördlich des Ortsteils Reckershausen der Gemeinde Friedland im Landkreis Göttingen in Niedersachsen.
Es sind keine historischen Nachrichten bekannt, die sich auf diese Burganlage beziehen ließen. Ihre Aufgabe lag aufgrund ihrer topographischen Situation in der Überwachung der Leine und der dort entlang laufenden Straße.
Die Höhenburganlage besteht aus voneinander unabhängigen Wallanlagen. Die ältere konnte bisher nicht datiert werden; ob sie aus der Vorrömischen Eisenzeit oder dem Frühmittelalter stammt, ist ungeklärt. Die jüngere Anlage lässt sich anhand der Funde in das 10. Jahrhundert setzen.

## Beschreibung
Die Madeburg liegt an einem schmalen Durchlass der Leine, bevor diese in das Göttinger Becken eintritt. Aufgrund ihrer Lage auf einem zum Leinetal vorspringenden Sporn war sie auf drei Seiten natürlich geschützt und nur von Osten aus zugänglich. Sie besteht aus zwei voneinander unabhängigen Befestigungsanlagen unterschiedlicher Zeitstellung.
Die ältere Anlage weist die Gestalt einer hufeisenförmigen Wall-Graben-Anlage von ca. 90 × 90 m Größe auf. Möglicherweise verlief auch auf der heute offenen Seite im Südwesten ursprünglich eine Befestigung, die jedoch durch den Bau der Landesstraße L 566 zerstört worden ist. Der Innenraum schließt eine Quellmulde mit ein. Wall und Graben sind nur noch stark verschliffen erhalten.
Die jüngere Anlage besteht aus einer ca. 150 × 60 m großen, ovalen Ringmauerburg. Die Mauer ist nur noch als umlaufender, flacher Steinschuttwall erkennbar, der an mehreren Stellen den älteren Wall überlagert und sich somit nur zum Teil mit dem Vorgängergrundriss deckt. Die Ringmauer besteht aus einer vermörtelten Zweischalenkonstruktion von 1,60 m Breite. Eine Wallhinterschüttung auf der Innenseite diente möglicherweise nur als Niveauausgleich zum höher gelegenen Innenraum. Nach einer 2 m breiten Berme folgt ein maximal 2,50 m tiefer Spitzgraben. Im Innenraum ist an zwei Stellen je ein auffällig großer, ortsfremder Sandsteinblock vorhanden. Weitere Hinweise auf die Innenbebauung existieren nicht.